# Дебрене (Благоєвградська область)
Дебре́не (болг. Дебрене) — село в Благоєвградській області Болгарії. Входить до складу общини Санданський.

## Населення
За даними перепису населення 2011 року у селі проживали 52 особи, усі — болгари.
Розподіл населення за віком у 2011 році:
Динаміка населення: